# Heinz Oestergaard

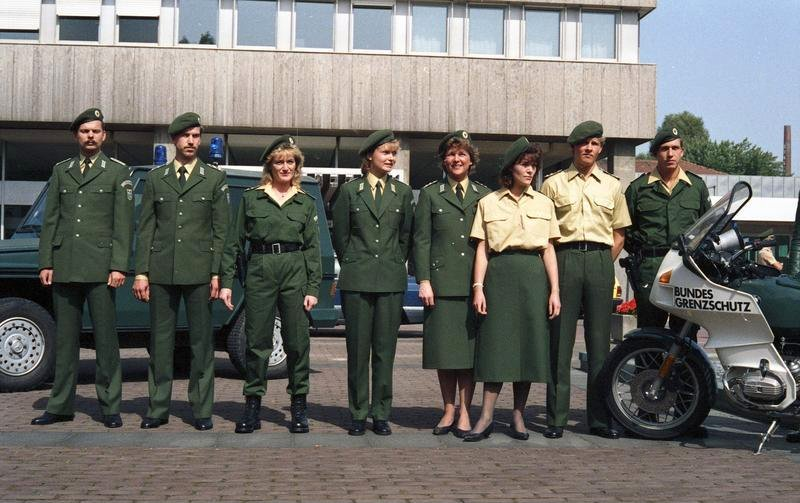
Bundesgrenzschutz in der „Oestergaard-Uniform“ (1987)

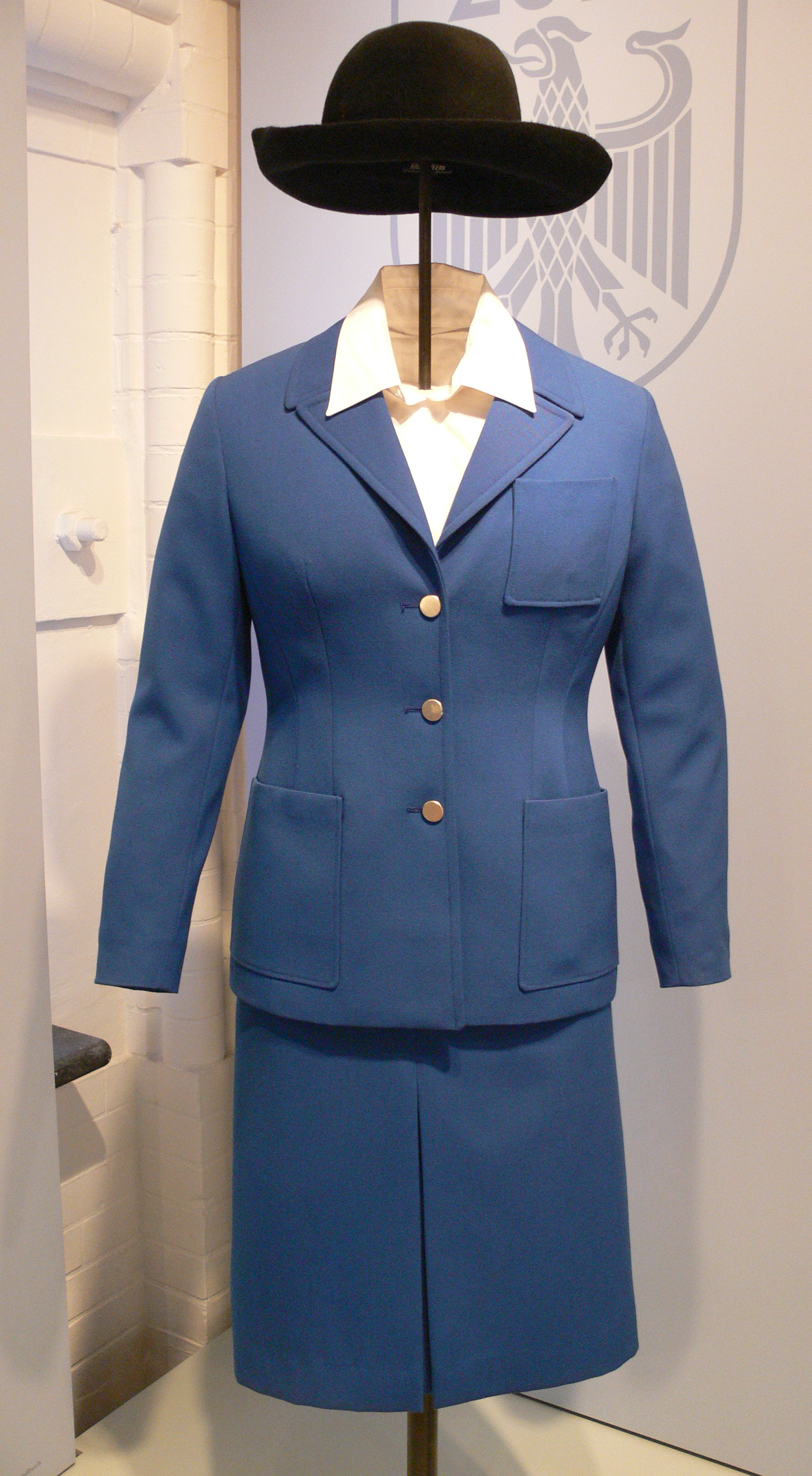
Dienstkleidung einer Zollabfertigungsbeamtin der Bundeszollverwaltung, 1976–1982, entworfen von Heinz Oestergaard (Deutsches Zollmuseum, Hamburg)

Heinz Oestergaard (* 15. August 1916 in Berlin; † 10. Mai 2003 in Bad Reichenhall) war ein deutscher Modedesigner.
Er galt als einer der bedeutendsten deutschen Modedesigner der Nachkriegszeit. Nach dem Erfolg seines Salons in Berlin, wo er Zarah Leander und Maria Schell einkleidete, ging Oestergaard 1967 nach München, wurde Modeverantwortlicher bei Quelle und ersetzte dort die für Mieder verwendeten Metallstäbchen durch Stretchstoff.
1979 wurde er als Professor an die Fachhochschule für Gestaltung in Pforzheim berufen. Als Lehrer war ihm die Verbindung des Künstlerischen mit Praxisnähe von besonderer Wichtigkeit, eine Kreation sollte von Können und Qualität zeugen.
Oestergaard war auch für die öffentliche Hand tätig. So war der von 1974 bis 2011 getragene Dienstanzug des Technischen Hilfswerks seine Kreation, ebenso die zwischen 1976 und 2018 getragene Uniform der deutschen Länderpolizeien. Daneben entwarf er Berufskleidung für die Fleischerinnung, lutherische Pastoren, ADAC-Pannenhelfer sowie für Zollbeamtinnen.

## „Oestergaard-Polizeiuniform“
Ebenfalls auf Oestergaard zurück geht die zwischen 1976 und 1979 eingeführte grün-beige Polizeiuniform der deutschen Bundesländer. Als letztes Bundesland folgte 1979 Baden-Württemberg. Die neue Uniform adaptierte auch der Bundesgrenzschutz (seit Mitte 2005 Bundespolizei). Die Bahnpolizei der Deutschen Bundesbahn wechselte Ende 1984/Anfang 1985 zur Oestergaard-Uniform, behielt aber die blaue Grundfarbe. 
Der Entwurf entstand um 1971/72. Auf die bundesweite Einführung einigte sich die Konferenz der Innenminister der Länder am 13./14. September 1974. Dies war das erste und letzte Mal, dass die deutschen Länderpolizeien ein nahezu einheitliches äußeres Erscheinungsbild aufwiesen. 
Vor 1976 existierten in den Ländern diverse Farb- und Ausstattungsvarianten. Im Gegensatz dazu unterschied sich Oestergaards Einheitsmodell nur anhand des Landeswappens, das im Mützenstern und auf dem linken Oberärmel geführt wurde; zudem führte die hessische Polizei bis zum 1. Januar 2003 keine Amtskennzeichen und benötigte demnach auch keine Schulterklappen wie die übrigen Länderpolizeien. 1987 wurde die grüne Dienstbekleidung modifiziert, als das „Drei-Sterne-System“ der Schulterklappen-Abzeichen zu einem „Vier-Sterne-System“ wechselte. Bis dahin hatten sich die zwei bzw. drei untersten Ämter einer Laufbahn das Abzeichen des jeweiligen Eingangsamtes geteilt. Bis 1987 führten beispielsweise der Polizeioberwachtmeister, der Polizeihauptwachtmeister und der Polizeimeister einen grünen Stern; ab 1987 kennzeichneten den Polizeimeister zwei, den Polizeiobermeister drei (vorher zwei) und den Polizeihauptmeister vier (vorher drei) grüne Sterne. Analog der Polizeikommissar und -oberkommissar zunächst je einen silbernen Stern, letzterer dann zwei Silbersterne; der Hauptkommissar und der Hauptkommissar/A12 zwei (ab 1987 drei) Sterne sowie der Erste Hauptkommissar drei (ab 1987 vier) Sterne. Ebenso der Polizeirat/-oberrat zunächst je einen Goldstern, der Polizeioberrat ab 1987 zwei Goldsterne, der Polizeidirektor drei (vorher zwei) Sterne und der Leitende Polizeidirektor vier (vorher drei) Sterne. Die oberhalb des Leitenden Polizeidirektors angesiedelten Amts- und Funktionsträger führten in der Regel bis zu drei, nur selten vier Goldsterne. Der unterste Stern war von Eichenlaub-Goldstickerei eingefasst. Das aktuelle 5- bzw. 6-Rangsterne-System (Stand 2024) kam erst mit Einführung der neuen blauen Dienstbekleidung auf.
Als Kopfbedeckung führten alle Ränge eine Schirmmütze mit grünem Tuch- oder weißem Lederdeckel, doch immer mit grünem Mützensteg, ohne Besatzstreifen. Am Mützendeckel der messingfarbene Polizeistern mit Landeswappen, darunter, auf dem Mützensteg, die schwarz-rot-goldene Bundeskokarde; auf letztere verzichtete allein die bayerische Landespolizei. Die bei den bisherigen Uniformtypen üblichen ledernen Sturmriemen und Mützenkordeln aus gedrehter Aluminiumschnur entfielen zugunsten von Mützenbändern aus Litze, in Grün für den mittleren Dienst, Silber für den gehobenen Dienst und in Gold für den höheren Dienst. Dieses Unterscheidungsmerkmal führte auch die hessische Landespolizei, die, wie erwähnt, bis Anfang 2003 auf alle sonstigen Rangabzeichen verzichtete.
Die Bahnpolizei der Deutschen Bundesbahn trug die blaue Oestergaard-Uniform von 1984 bis 1992, als sie in den Bundesgrenzschutz überführt wurde. Mit Einführung der Oestergaard-Uniform hatte der Bundesadler das bisherige Flügelrad als Emblem in Mützenstern und Ärmelabzeichen ersetzt. Die Mützen weiß oder blau, die Mützenbänder des mittleren Dienstes ebenfalls blau. Die Systematik der Rangsterne folgte zunächst weitestgehend jener der Schutzpolizei, wich aber seit 1987 merklich davon ab. Mit Schreiben der Hauptverwaltung der Deutschen Bundesbahn (HVB) vom 27. Oktober 1986 wurde die Einführung des Vier-Sterne-Systems verfügt, die ab August 1987 umgesetzt wurde. Der Bundesbahn-Betriebsinspektor im Bahnpolizei-Dienst (Bes.-Grp. A 9, auch mit Zulage; wie Polizeihauptmeister) führte jetzt, statt bisher drei hellblaue Rangsterne, den Silberstern des Bundesbahn-Inspektors; von ihm unterschied er sich nur noch anhand des blauen Mützenbandes des mittleren Dienstes. Der Bundesbahn-Hauptsekretär (Bes.-Grp. A 8; wie Polizeiobermeister) hatte nun vier hellblaue Sterne (statt vorher zwei), der Obersekretär (Bes.-Grp. A 7; wie Polizeimeister) drei Sterne (vorher zwei), der Sekretär (Bes.-Grp. A 6; wie Polizeihauptwachtmeister) zwei Sterne (vorher einen) und der Bundesbahn-Assistent (Bes.-Grp. A 5; wie Polizeioberwachtmeister) einen Stern (wie bisher). Analog die Entwicklung bei den fünf Ämtern des gehobenen Dienstes, bei dem 1987 das Endamt (Bundesbahn-Oberamtsrat, Bes.-Grp. A 13) den goldenen Rangstern des Bundesbahn-Rats erhielt. Das Endamt des höheren Dienstes bildete der Bundesbahn-Oberrat im Bahnpolizei-Dienst (Bes.-Grp. A 13), mit jetzt zwei Goldsternen (vorher einer).
Die „Oestergaard-Uniform“ wurde, kurz nach dem Tod des Designers, sukzessive abgeschafft, zuerst 2004 in Hamburg, zuletzt in Bayern im Jahr 2018. An ihre Stelle ist eine blaue Dienstbekleidung getreten, die sich nun wieder in unterschiedlichen Länderversionen präsentiert.
Der Bundesgrenzschutz bzw. die Bundespolizei besaß die „Oestergaard-Uniform“ von 1976 bis 2007/2008, mit gewissen Abweichungen (bspw. mit Kragenspiegeln und Schulterstücken bis 2001; als Emblem Bundesadler statt Landeswappen).

## Auszeichnungen
- 1956: Ehrenbürger der Universität Innsbruck
- 1975: Ehrenmitglied der Universität Innsbruck
- 1996: Verdienstorden des Landes Berlin
- 1996: Bundesverdienstkreuz 1. Klasse der Bundesrepublik Deutschland